# Élections municipales de 2020 en Styrie
Les élections municipales de 2020 en Styrie ont lieu le 28 juin 2020 afin d'élire les conseillers municipaux et les bourgmestres des 96 communes de Styrie. Initialement prévues pour le 22 mars 2020, les élections sont cependant reportées de trois mois par le gouvernement provincial en raison de la pandémie de COVID-19 qui touche alors le pays,,
Celles-ci voient une chute du FPÖ de presque 6 points, qui semble favoriser les conservateurs de l'ÖVP. La participation est en baisse et atteint 62,6 %.

## Modalités du scrutin
Au total, 285 municipalités sont élues. La capitale provinciale Graz, où se sont tenues les dernières élections municipales le 5 février 2017, est exclue de cette élection. Dans les communes de Styrie, l'élection du maire est effectuée par le conseil municipal respectif lors de la session constitutive du conseil municipal. Dans les communes de Styrie, le conseil municipal se compose de 9 membres pour les communes jusqu'à 1 000 habitants, de 15 membres pour les communes de plus de 1 000 habitants, de 21 membres pour les communes de plus de 3 000 habitants, de 25 membres pour les communes de plus de 5 000 habitants et de 31 membres pour les communes de plus de 10 000 habitants.
Le KPÖ se présente dans 37 des 285 municipalités, les Verts dans 102 et  NEOS dans 30. Le SPÖ se présente dans 278 municipalités, le FPÖ dans 233 municipalités. L'ÖVP est le seul parti à se présenter dans toutes les municipalités. En plus des partis représentés au parlement de Styrie, 80 listes citoyennes sont en cours d'élaboration. Au total, 1045 listes se sont présentées pour les 5051 sièges des conseils municipaux.
Dans quatorze municipalités styriennes, le nombre de conseils municipaux change après les élections. Dans les cinq communes de Lieboch, Hart bei Graz, Hausmannstätten, Sankt Ruprecht an der Raab et Gröbming, il y aura davantage de conseils municipaux, après avoir gagné des habitants ces dernières années. Le nombre d'habitants et donc de conseillers locaux a diminué dans les neuf municipalités de Köflach, Judenburg, Pöls, Neumarkt, Oberwölz, Birkfeld, Sankt Peter am Ottersbach, Arnfels et Kalwang.

## Résultats
| Partis                    | Partis                                                 | Voix    | %     | +/-  | Sièges | +/- |
| ------------------------- | ------------------------------------------------------ | ------- | ----- | ---- | ------ | --- |
|                           | Parti populaire autrichien (ÖVP)                       | 234 768 | 47,18 | 4,46 | 2690   | 212 |
|                           | Parti social-démocrate d'Autriche (SPÖ)                | 158 531 | 31,86 | 0,29 | 1544   | 20  |
|                           | Parti de la liberté d'Autriche (FPÖ)                   | 40 815  | 8,20  | 5,66 | 328    | 277 |
|                           | Les Verts - L'Alternative verte (Grünen)               | 23 609  | 4,75  | 1,42 | 178    | 68  |
|                           | Parti communiste d'Autriche Plus (KPÖ+)                | 8 141   | 1,64  | 0,11 | 39     | 1   |
|                           | NEOS - La nouvelle Autriche et le Forum libéral (NEOS) | 3 032   | 0,61  | 0,22 | 11     | 3   |
|                           | Autres partis                                          | 28 657  | 5,76  | 0,84 | 261    | 39  |
|                           |                                                        |         |       |      |        |     |
| Suffrages exprimés        | Suffrages exprimés                                     | 497 553 | 98,79 |      |        |     |
| Votes blancs et invalides | Votes blancs et invalides                              | 6 119   | 1,21  |      |        |     |
| Total                     | Total                                                  | 503 672 | 100   | -    | 5051   |     |
| Abstentions               | Abstentions                                            | 300 423 | 37,36 |      |        |     |
| Inscrits / participation  | Inscrits / participation                               | 804 095 | 62,64 |      |        |     |

### Leoben
|                           |                                                        |        |       |      |        |     |
| Partis                    | Partis                                                 | Voix   | %     | +/-  | Sièges | +/- |
|                           | Parti social-démocrate d'Autriche (SPÖ)                | 4 351  | 45,63 | 3,11 | 16     | 1   |
|                           | Parti populaire autrichien (ÖVP)                       | 1 540  | 16,15 | 4,77 | 5      | 2   |
|                           | Parti communiste d'Autriche Plus (KPÖ+)                | 1 457  | 15,28 | 4,93 | 5      | 2   |
|                           | Parti de la liberté d'Autriche (FPÖ)                   | 763    | 8,00  | 3,89 | 2      | 2   |
|                           | Les Verts - L'Alternative verte (Grünen)               | 674    | 7,07  | 3,37 | 2      | 1   |
|                           | List citoyenne Walter Reiter                           | 515    | 5,40  | 0,85 | 1      | 1   |
|                           | NEOS - La nouvelle Autriche et le Forum libéral (NEOS) | 236    | 2,47  | 0,47 | 0      | 0   |
|                           |                                                        |        |       |      |        |     |
| Suffrages exprimés        |                                                        |        |       |      |        |     |
| Votes blancs et invalides |                                                        |        |       |      |        |     |
| Total                     | Total                                                  |        | 100   | -    | 31     | 0   |
| Abstentions               | Abstentions                                            |        | 51,52 |      |        |     |
| Inscrits / participation  | Inscrits / participation                               | 19 820 | 48,48 |      |        |     |